# 维托里奥·波德斯塔
维托里奥·波德斯塔（義大利語：Vittorio Podestà，1973年6月3日—），意大利男子自行车运动员。他曾代表意大利参加2008年、2012年和2016年夏季残疾人奥林匹克运动会自行车比赛，获得二枚金牌、二枚银牌和二枚铜牌。